# 小行星9212
小行星9212（英語：9212 Kanamaru）是一颗围绕太阳公转的小行星。1995年10月20日，小林隆男在大泉天文台发现了此天体。
这颗小行星的绝对星等为191.93512等。